# フルベッキ群像写真

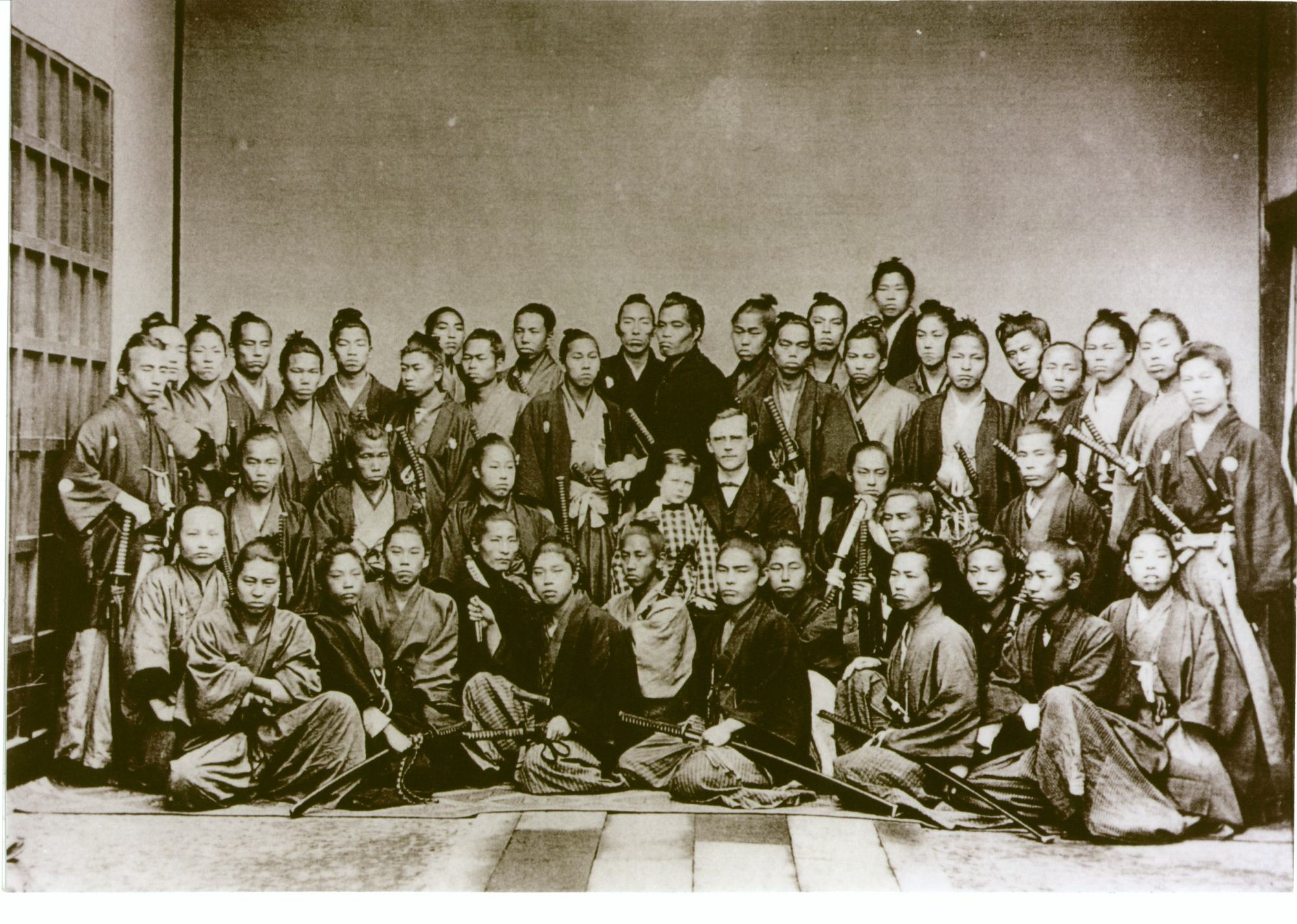
フルベッキ群像写真（フルベッキ写真）

フルベッキ群像写真（フルベッキぐんぞうしゃしん）は、在米オランダ改革派教会から派遣されたオランダ出身の宣教師グイド・フルベッキとその子と佐賀藩の藩校「致遠館」の学生・教師との計46名で写した集合写真の俗称である。撮影時期は、明治元年（1868年）10月から11月と推定されている。「フルベッキ写真」、「フルベッキと塾生たち」とも呼ばれる。

## 経緯
この写真は古くから知られており、雑誌『太陽』（博文館）の明治28年（1895年）7月号に、佐賀の学生たちの集合写真として紹介された。この「フルベッキ博士とヘボン先生」という記事を書いた戸川安宅は被写体となった人々については一切言及していない。日本滞在経験のある日本学の研究者ウィリアム・グリフィスはその著書『Verbeck of Japan』（1900年）の中で、フルベッキがアメリカに送ったこの写真は「のちに政府の様々な部署で影響力を持った人々」「のちに皇国の首相となった人物」が写されていると述べており、大隈重信と岩倉具定、岩倉具経らが確認できる、としている。その後、明治40年（1907年）に刊行された『開国五十年史』（大隈重信編）にも「長崎致遠館 フルベッキ及其門弟」のタイトルで掲載されている。

## 写真についての推定
この写真は写真師の上野彦馬が長崎の上野撮影局において、フルベッキ父子2名と「致遠館」（佐賀藩が長崎に設けた英学校）の学生・教師44名を撮影したものである。明治元年10月27日（1868年12月10日）に致遠館に留学した岩倉具定・具経兄弟（岩倉具視の次男・三男）がフルベッキ父子の左右に写っている（グイド・フルベッキの向かって右が岩倉具定、エマ・フルベッキの向かって左が岩倉具経）ことや、撮影が行われた上野彦馬のスタジオ内の背景などから、慶応年間の撮影はあり得ない。高橋信一は、岩倉兄弟などの長崎滞在の時期から見て明治元年（1869年）の10月28日から11月19日までの間に撮影されたと推測している。一方、上野彦馬の一族である上野一郎は明治2年（1869年）の撮影であると推定している。
上野一郎によると、撮影場所の長崎上野撮影局は、早ければ慶応3年(1867年)末から慶応4年(1868年)にかけて、写場の大改造が行われている。フルベッキ写真の手前側に石畳があることから、改造後の写場で撮影されている。
2010年にその証拠となる写真も発見されている。明治元年10月8日（1868年11月21日）にフルベッキと佐賀藩中老・伊東次兵衛（外記、祐元）が致遠館教師である佐賀藩士5人（中島永元、堤薫信、中野健明、中山信彬、副島要作）と一緒に撮影されたガラス湿板写真（撮影者は上野彦馬）が見つかった。その写真の撮影日を裏付ける伊東次兵衛の日記の存在も知られている。ガラス板に写る致遠館教師5人はほぼ同じ姿で「フルベッキ群像写真」にも写っている。
「フルベッキ群像写真」に写っている致遠館の学生の名前も徐々に判明してきている。フルベッキ親子の両隣にいる岩倉兄弟をはじめ、折田彦市、相良知安、石丸安世、山中一郎、香月経五郎、中島永元、丹羽龍之助、石橋重朝、江副廉造、大庭櫂之助、中野健明など、維新の志士ほどではないにしても政治家や官僚としてのちの歴史に名を遺す人物も確認されている。

## 「維新の志士達の集合写真」説
昭和49年（1974年）、肖像画家の島田隆資が雑誌『日本歴史』に、「この写真には坂本龍馬や西郷隆盛、高杉晋作をはじめ、明治維新の志士らが写っている」とする論文を発表した（2年後の昭和51年(1975年)にはこの論文の続編を同誌に発表）。島田は、彼らが写っているという前提で、写真の撮影時期を慶応元年（1865年）と推定した。佐賀の学生たちとして紹介された理由は、「敵味方に分かれた人々が写っているのが問題であり、偽装されたもの」だとした。
島田の説は学会では相手にされなかったが、一時は佐賀市の大隈記念館でもその説明を取り入れた展示を行っていた。また、昭和60年（1985年）には自由民主党の二階堂進副総裁が議場に持ち込み、話題にしたこともあったという。令和4年（2022年）3月16日放送のＮＨＫダークサイドミステリーＥ＋「“怪しい歴史”禁断の魔力 〜あなたもだまされる!?〜」では、二階堂が中曽根康弘内閣総理大臣に写真を見せ、中曽根が「嘘だろう」と応じる当時の映像が放映された。
また、平成16年（2004年）12月には、朝日新聞、毎日新聞、日本経済新聞にこの写真を焼き付けた陶板の販売広告が掲載された。東京新聞が行った取材では、各紙の広告担当者は「論議がある写真とは知らなかった」としている。掲載後に「本物か」と読者の指摘があり、「実態把握に努めましたが結論が得られず、誤認を与える恐れがあるとの判断に至り」（毎日新聞東京広告局）、以後は掲載をやめた。また、業者は「フルベッキの子孫から受け取ったもので、最初から全員の名前が記されていた」と主張している。平成21年（2009年）にも、朝日新聞と毎日新聞は「フルベッキ写真の陶板」広告を掲載している。また、平成22年（2010年）には、コンピューターで画像処理され、写真に写る46人全員が色付けされて販売され、スポーツ報知に広告が掲載された。
この写真の話題は、間歇的に復活してその度に否定されるにもかかわらず再度流行する傾向がある。ちなみに、最初に島田隆資が同定した維新前後の人物は22人であったが、流通するたびに徐々に増加し、現在では44人の人物すべてに維新前後の有名人物の名が付けられている。
島田隆資と同様の見解を取るものの中には、大室寅吉（大室寅之祐）という名でのちの明治天皇が写っているとした説を唱えるものや、「明治維新は欧米の勢力が糸を引いていた」説等の陰謀論、偽史の「証拠」とする例もある（松重正、加治将一、大野芳ら）。
石黒敬章は、フルベッキの後ろに写るごつい顔の人物が、誰であるかはまだ同定できていないが、西郷でないことだけは確かである、としている。2024年に伊藤泰雄はAIによる画像分析サービス「Amazon Rekognition」を使用し、「維新の偉人」や佐賀藩士の肖像写真・肖像画と写真の人物の類似度の検証を行った。この検証では岩倉兄弟の類似度は99.9％となったほか、佐賀藩士の多くも90％以上と判定された。一方で「維新の偉人」との比較では、大隈重信の81.8％が最高で、坂本龍馬の78％、勝海舟が38％、その他はいずれも10％未満といずれも「同一人物ではない」と判定されている。ただし大隈と比定されている人物は副島要作の類似度が99.9％であり、同一人物であると判定されている。